# Charles Thorold Wood
 (décembre 2018).
Si vous disposez d'ouvrages ou d'articles de référence ou si vous connaissez des sites web de qualité traitant du thème abordé ici, merci de compléter l'article en donnant les références utiles à sa vérifiabilité et en les liant à la section « Notes et références ».
Pour les articles homonymes, voir Charles Wood et Wood.
Charles Thorold Wood est un ornithologue britannique, né le 15 juin 1777 et mort le 13 mars 1852.
Il est le fils aîné de Willoughby Wood d’Alford, dans le Lincolnshire. Il est l’auteur de The Ornithological Guide (1835).